# Aeropuerto Edgardo Hugo Yelpo
El Aeropuerto Edgardo Hugo Yelpo (FAA: NEC - IATA: NEC - OACI: SAZO), es un aeropuerto que se encuentra a 12 km al noroeste del centro de la ciudad de Necochea, en la provincia de Buenos Aires, Argentina. Fue construido en 1953 e inaugurado en 1955 en el marco del Segundo Plan Quinquenal.
Su dirección es Ruta provincial 86 km. 12,500(B7630) y sus coordenadas son latitud 38° 29' 23" S y longitud 58° 48' 59" O.
El área total del predio es de 280 ha y una terminal de pasajeros de 400 m² en un único nivel.
Posee una pista pavimentada de 1.500 metros de longitud.